# Dorog szénbányászata

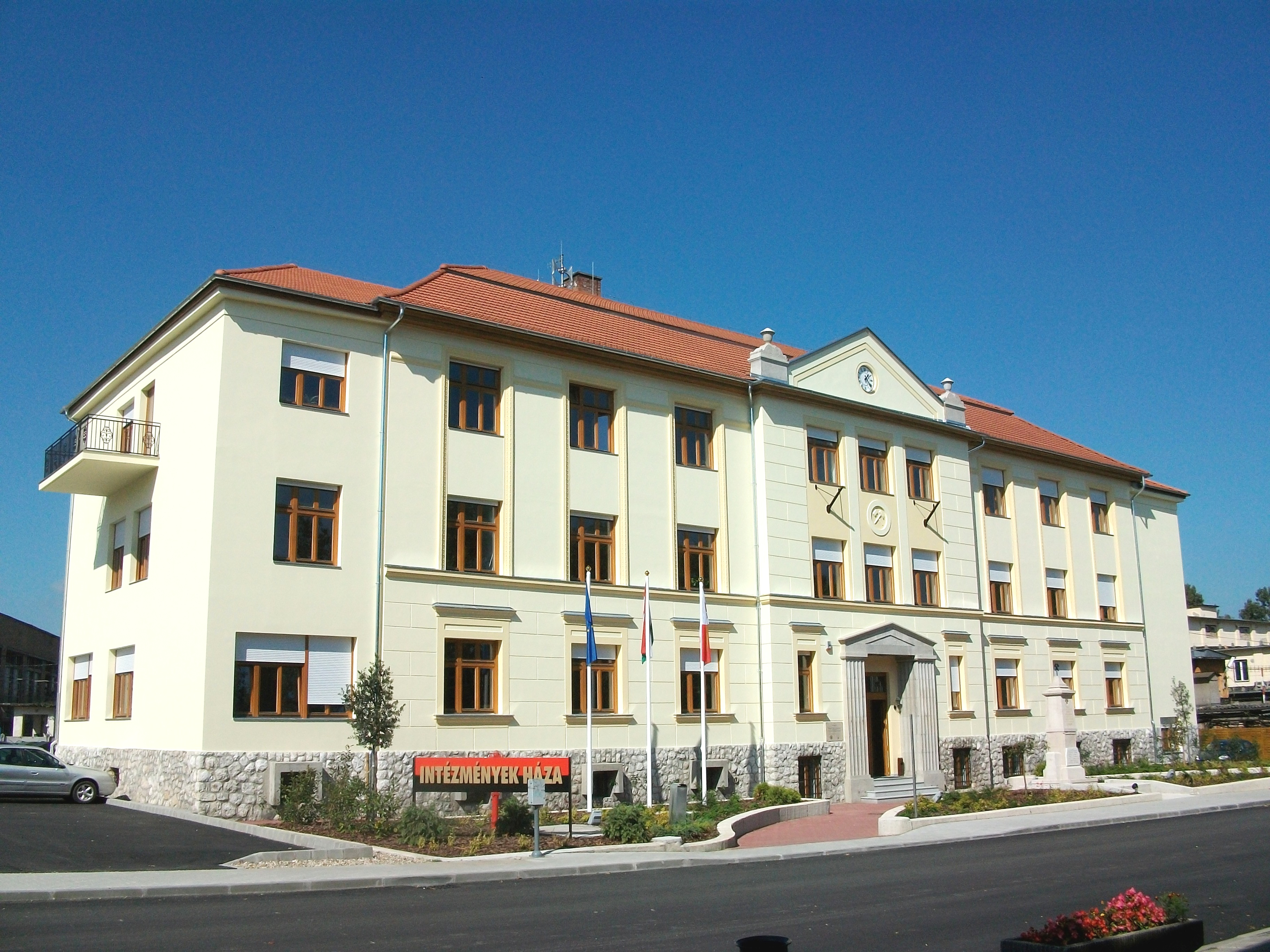
A bányavállalat volt székháza a dorogi vasútállomás mellett (a „Tröszt” vagy „Nagyiroda”), ma a városi Intézmények Háza

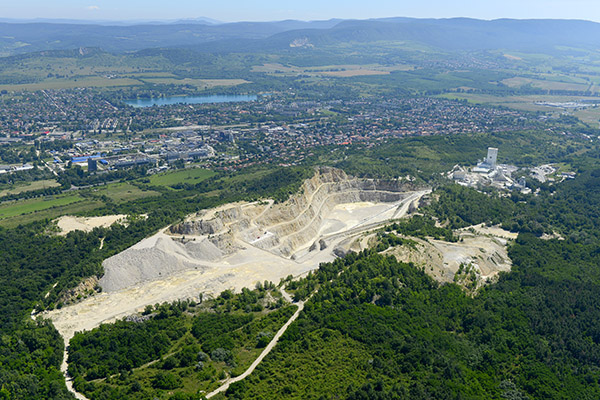
A dorogi bánya légi képen

A Dorogi-medence szénbányászata kezdete - az írott források szerint - 1781-ig nyúlik vissza, a kisüzemi szénbányászat évszázados ciklusát a századforduló közeledtével Budapest nagymértékű iparosodása és növekvő szénigénye szakította meg, 1896-ra kiépült a Dorog környéki bányákat a fővárossal összekötni hivatott helyiérdekű vasút, megindult a nagyipari bányászat, felépült a dorogi hőerőmű, a térség népessége rövid időn belül többszörösére növekedett. A széntermelés az 1960-as évek közepén érte el csúcspontját, 1965-től kezdve az energiaszektoron belüli szerkezetváltás és a könnyen kitermelhető széntelepek fogyása miatt elkerülhetetlenné vált a bányászat fokozatos visszafejlesztése. Az utolsó bányát 2003-ban zárták be.

## 1781–1842

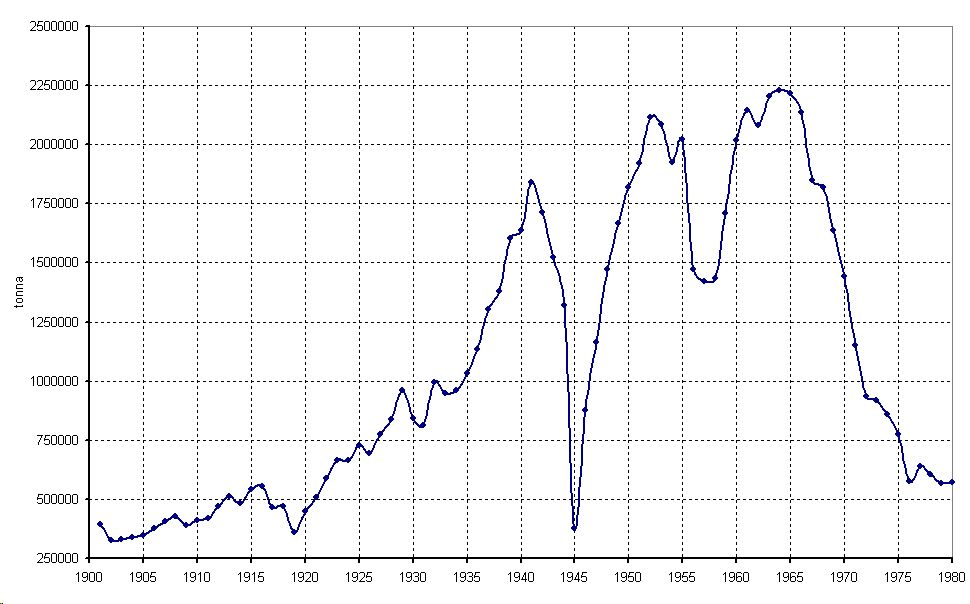
A Dorogi-medence széntermelésének változása 1900 és 1980 között

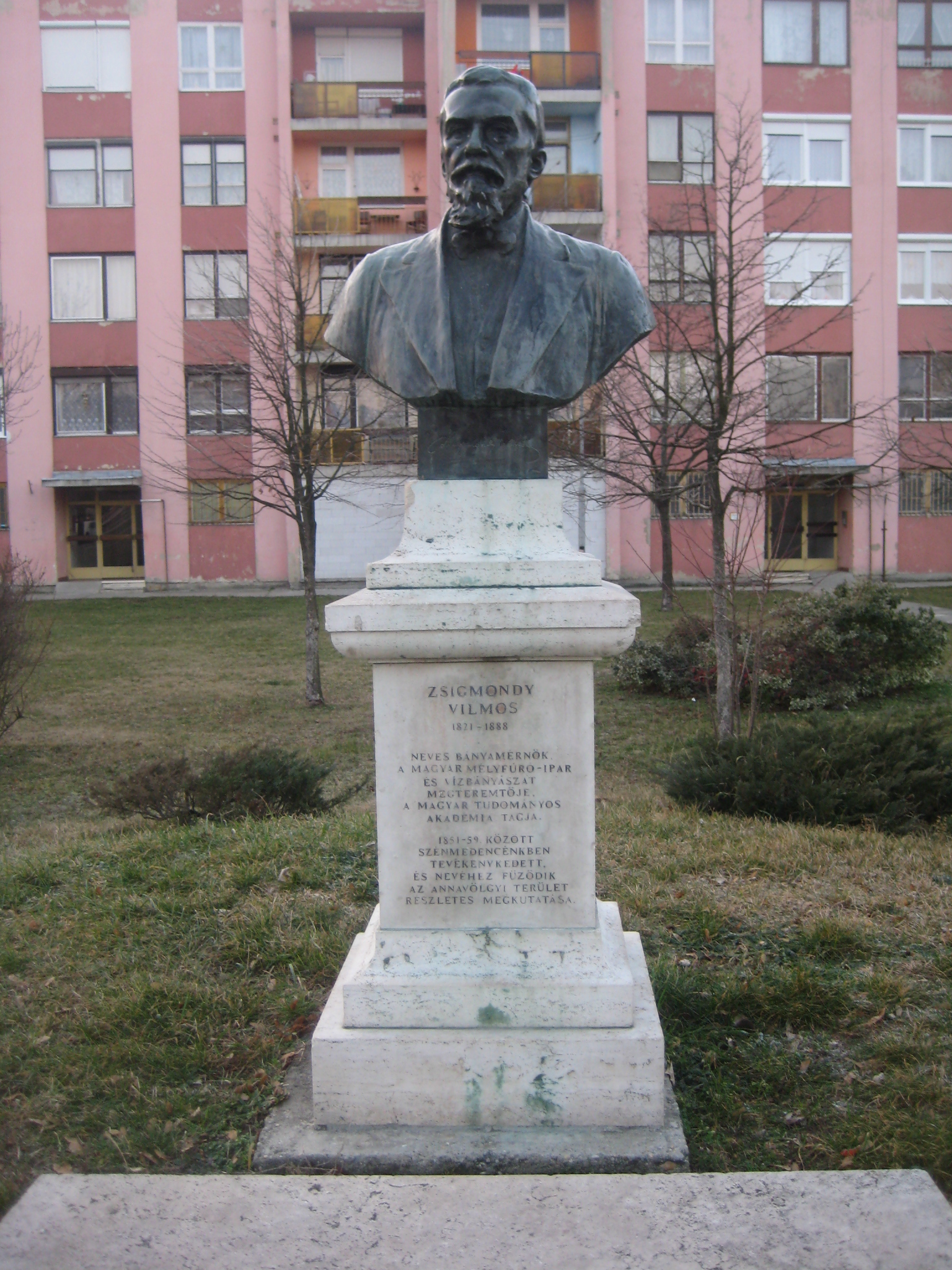
Zsigmondy Vilmos szobra a róla elnevezett lakótelepen

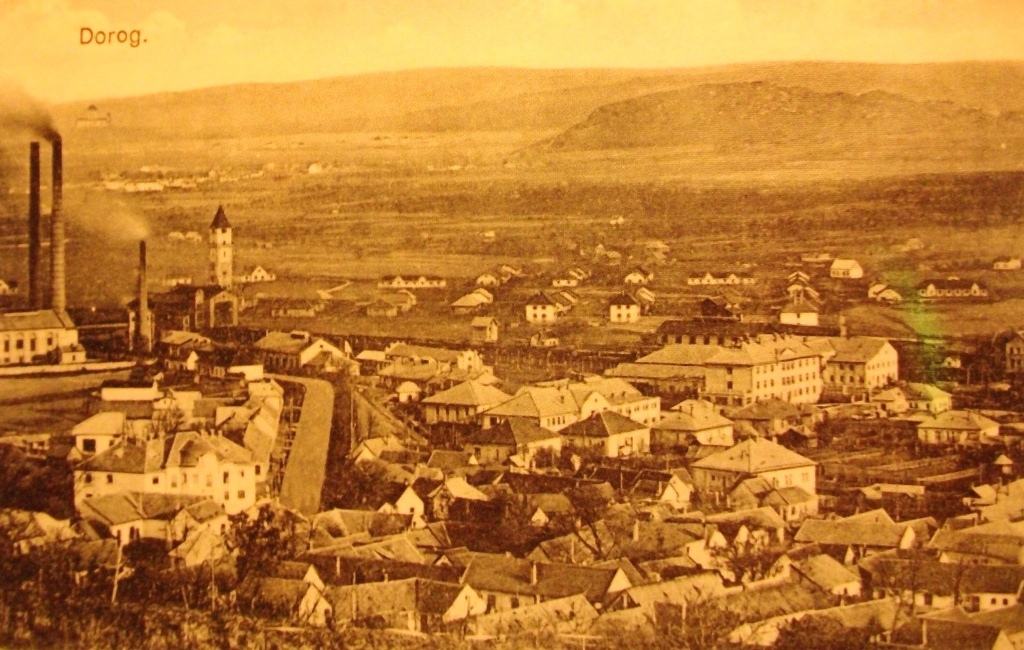
A bányavidék épülő központja, Dorog, 1927-ben

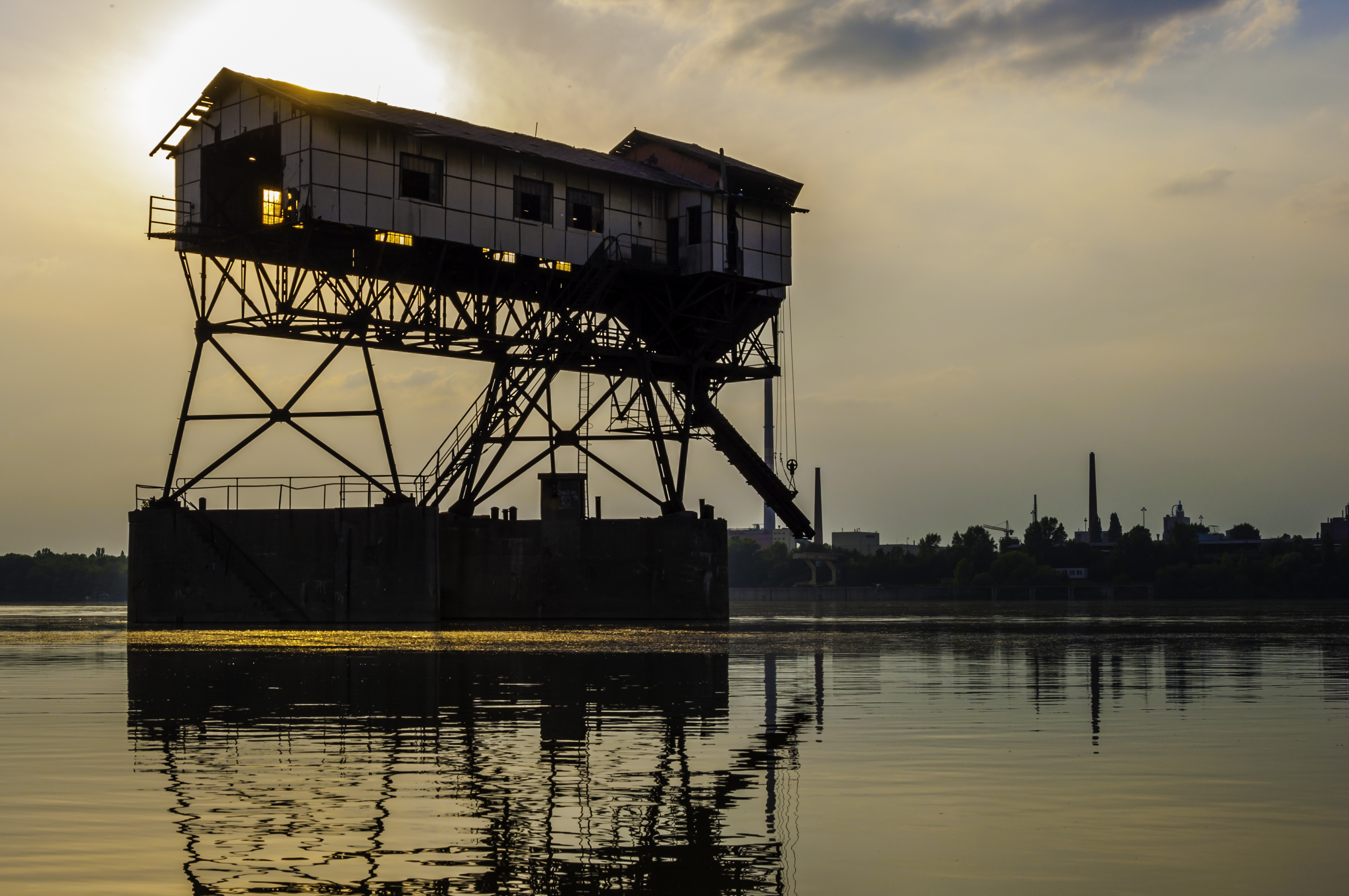
A dunai kötélpálya végállomása - szénrakodó torony Esztergom mellett (ipari műemlék)

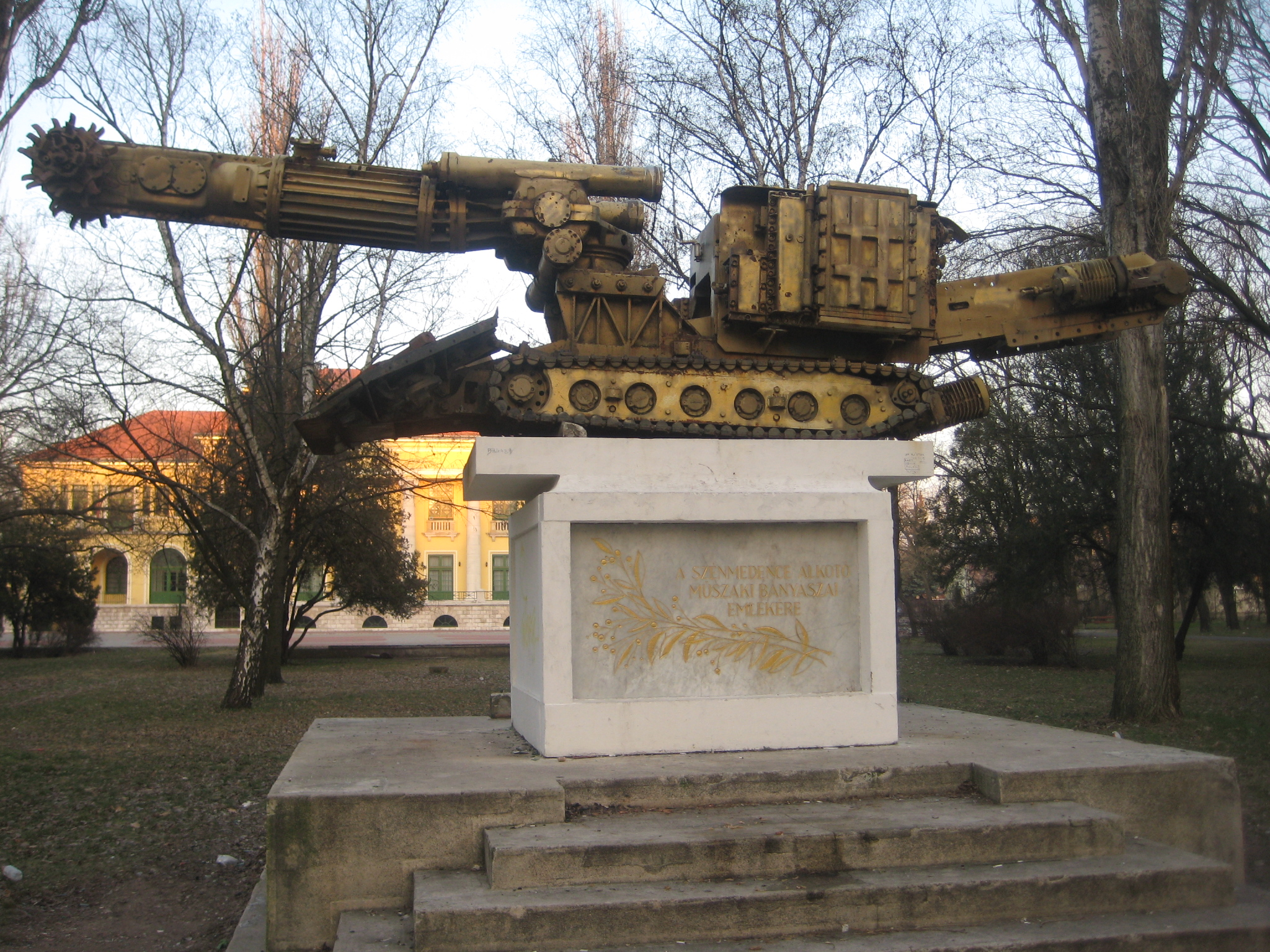
Vágathajtó gép a vasútállomás melletti parkban (Otthon tér)

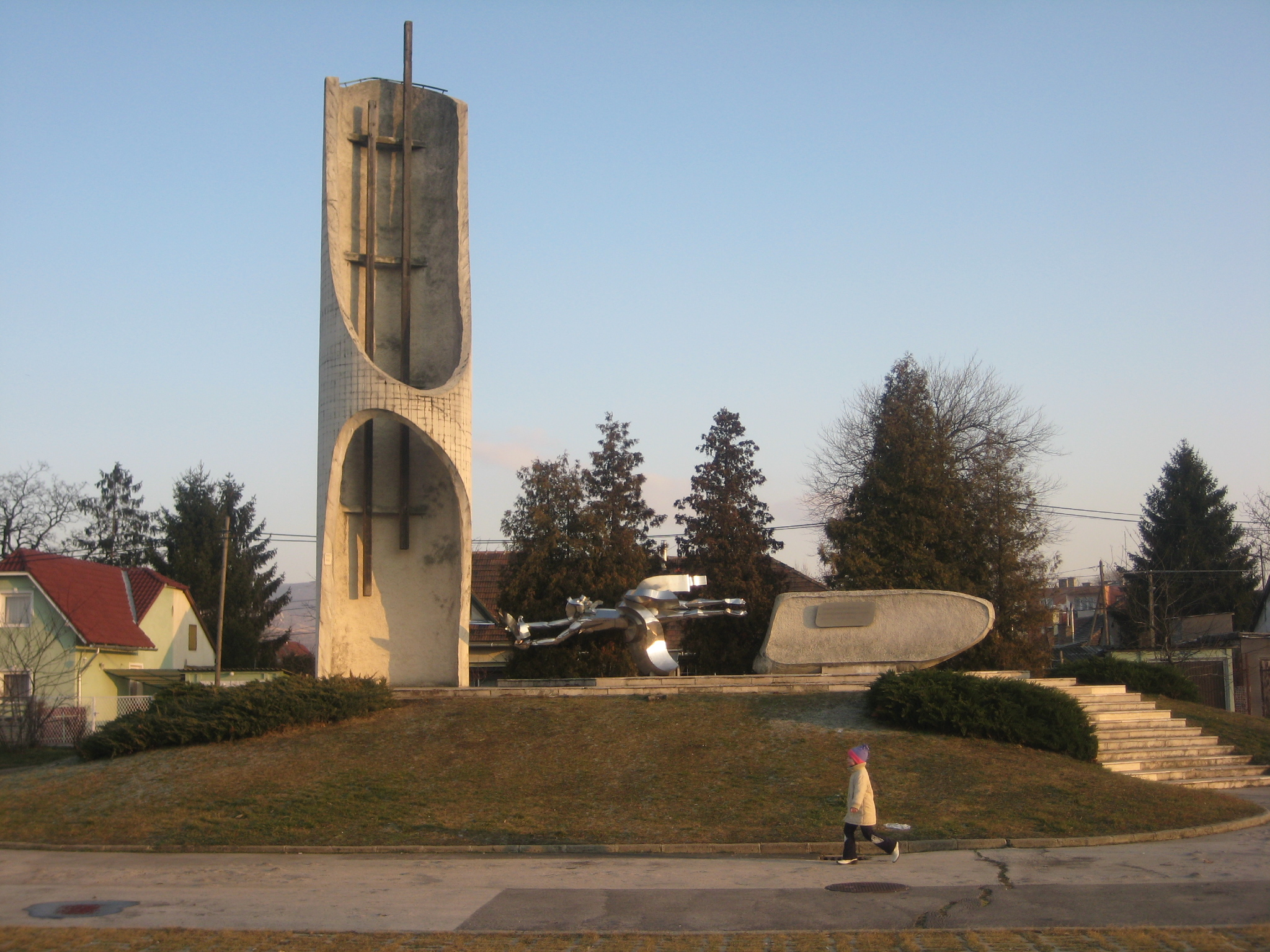
A dorogi szénbányászat 200 éves évfordulójára épült emlékmű

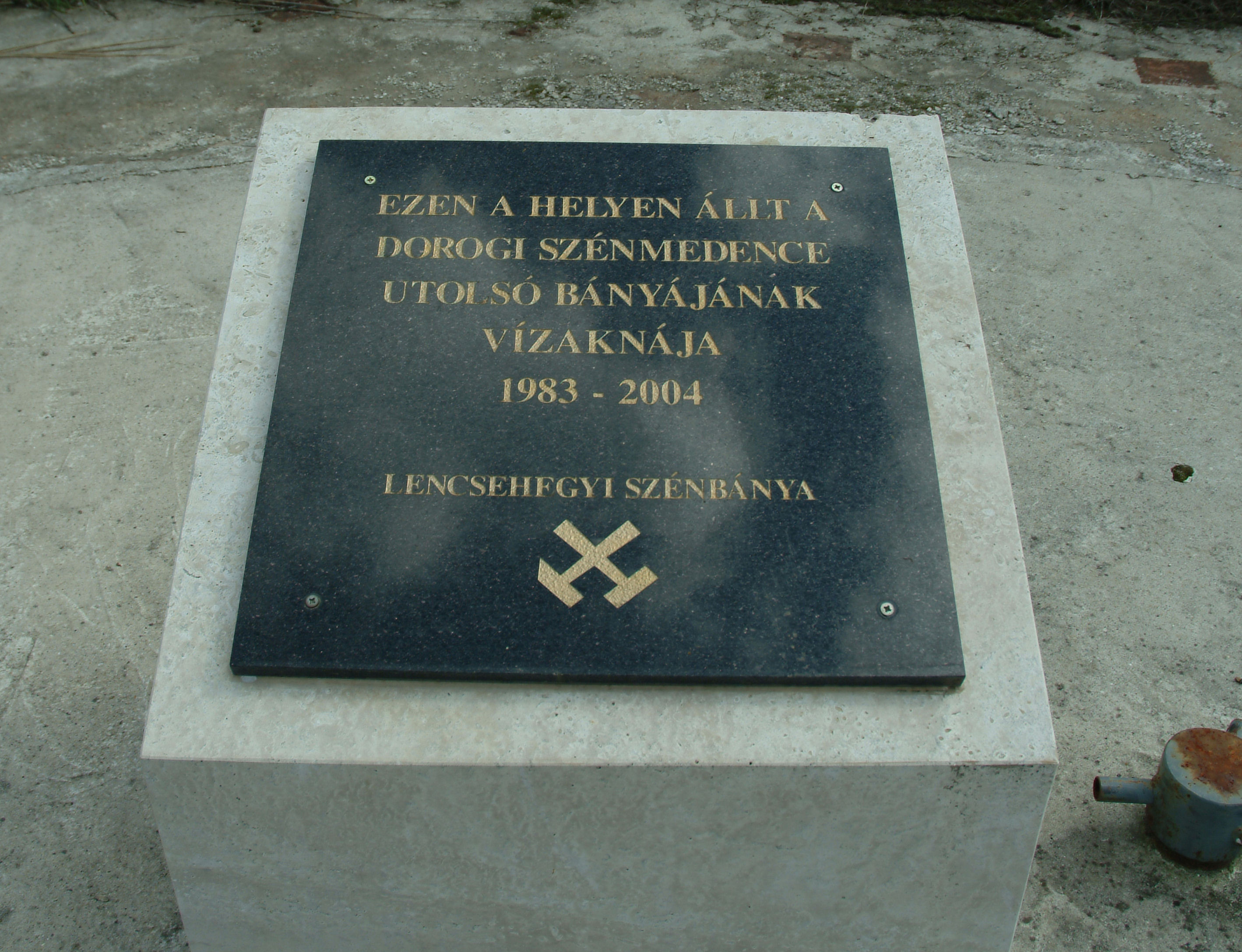
Emléktábla Lencsehegy vízaknájának helyén, Esztergomban, a Méhes-völgyben

A szénbányászatról szóló első szerződést 1781. január 27-én kötötte Rückschuss Antal Ruhr-vidéki bányász a csolnoki bíróval, Krempf Józseffel. Az első bánya Miklósbereken nyílt meg, majd 1795-ben Annavölgyön is megindult a bányászat. A szénmedence következő írásos emléke 1810-ből származik. Ennek előzménye Kovács Pál esztergomi főszolgabíró jelentése a Helytartótanácsnak, miszerint a fával való takarékosság érdekében a katonai épületeket át kell állítani széntüzelésre, bár sem a katonaság, sem az uraság nem kezdett újabb ásatásokat. A legnagyobb felvásárló ebben az időben már a komáromi katonaság volt, viszont néhány év múlva már Buda és Pest is jelentős felvásárló lett. Még az 1810-es években Weissenberger Gáspár budai téglagyáros végzett kutatásokat, és nyitotta meg a mogyorósi bányákat. A közvetlenül a Duna mellett található telepekről könnyen lehetett szállítani a szenet az akkoriban kibontakozó dunai gőzhajózásnak köszönhetően, és a gőzhajókat is jelentős mértékben mogyorósi szénnel üzemeltették. Az 1830-as években már a medence termelésének 85%-át a mogyorósi bányák adták. Ez az évtized Tokod történetében is jelentős; Brunner Antal és Staffenberg Ignác nyit bányát a mai Tokodaltáró területén.

## 1843–1894
1843-ban Dorogon is bánya nyílt a Kőszikla északi peremén, amelynek műveléséről 1845-ben kötöttek szerződést. A bérlők nem tartották be szerződést, a bányákat 1850-ben felhagyták. Ezután Miesbach Alajos bécsi nagyiparos vette meg a bányászati jogot. A tehetséges üzletember Pest újjáépítésekor téglagyárat alapított heti 400 000 tégla gyártására, amit dorogi szénnel üzemeltetett. Miesbach 1851-ben nyitotta meg a Henrik-aknát, amely hamarosan Dorog legnagyobb bányája lett. 1850 és 1860 között dolgozott Dorogon, illetve Annavölgyön Zsigmondy Vilmos bányamérnök, akinek köszönhetően számos új széntelepet tártak fel. A bányatörvény 1854-es módosítása tovább bővítette a fejlődési lehetőségeket, többek között szabaddá tette a szénkutatást, de ennek kihasználására még öt évet kellett várni. A pécsi vasútvonal 1857-es megnyitása hátrányosan érintette a szénmedencét, mivel a Dunai Gőzhajózási Társulat ettől kezdve saját pécsi bányáiból fedezte szénszükségletét. Ennek következtében Mogyorós termelése hirtelen 44%-kal visszaesett. Hantken Miksa Dorog jelentős bányatisztje, az 1850-es években, nem elégedett meg a földtani kutatásokkal, vizsgálta a szénbányászat fejlődését akadályozó egyéb tényezőket. Egyik legjelentősebb fejlődést gátló tényezőnek a vasút hiányát látta, e cél érdekében folytatott küzdelme sikertelen volt, még közel három évtizedig hajók és fuvaros szekerek szállították a szenet a fővárosba, amely a legjelentősebb felvásárló volt abban az időben. 1857-ben Drasche Henrik lépett Miesbach helyébe. Még ebben az évben a medence termelése 59%-kal emelkedett, de ez nem Drasche érdeme volt, hanem az annavölgyi konkurensé. Ezt látva Drasche 1866-ban megszerezte a veszélyesnek tartott annavölgyi konkurens szénjogát. 1867-ben megépült a Pest-salgótarjáni vasút, így a salgótarjáni szén betört a fővárosi piacra, kiszorítva onnan a közeli dorogi szenet. Ezután a bányászat hanyatlásnak indult, Drasche feladta a küzdelmet, és 1868-ban átadta a jogokat a Kőszénbánya és Téglagyár Társulatnak, a medence első nagy részvénytársaságának, amely azonnal megkezdte a terjeszkedést. A termeléscsökkenés tovább folytatódott, 1875-ben érte el a mélypontot, ezután lassú emelkedés következett húsz éven keresztül. 1895-ben megépült a Budapest–Kenyérmező-vasútvonal, így új lendületet vett a fejlődés.

## 1895–1945
A vasút megépültével a tőke érdeklődését ismét a medence felé fordította. 1889-ben 19%-kal, 1890-ben pedig 52%-kal magasabb volt a széntermelés mint 1887-ben, számos új aknát nyitottak (Samu, Erzsébet, Tömedék, az első közvetlen vasúti összeköttetéssel is rendelkezett a fővonalról leágazva, ez a vasút a mai napig megvan). Teljesen átalakult a medence bányajogi térképe, amely a következő fél évszázadra így marad: Magyar Általános Kőszénbányák Rt. (MÁK), Esztergom-Szászvári Kőszénbánya Rt. (szövetségben a Salgótarjáni Kőszénbánya Rt.-vel) és az Esztergomvidéki Kőszénbánya Rt. birtokolta a bányákat. 1906-ban felépült a Dorogi hőerőmű, amely az Esztergom-Szászvári Kőszénbánya Rt. bányáit látta el villamos energiával. 1911-ben érkezett Dorogra Schmidt Sándor bányamérnök, akinek kezdeményezésére megépítették a Reimann-aknákat, és jelentős szerepet játszott a település fejlődésében. A széntermelés továbbra is jelentősen növekedett az I. világháborúig. A világégés miatti visszaesés 1919-ben érte el a mélypontot. 1920 után újabb fejlődés vette kezdetét, és 1922-ben a termelés már meghaladta a háború előtti szintet. 1925-ben addig nem tapasztalt mennyiségű vízbetörés volt, bár ez korábban is okozott gondokat. Ebben az időszakban készült el a dunai kötélpálya, és a tömedékelés miatt a homokvasút. A gazdasági világválság és a dekonjunktúra visszavetette a szénkeresletet, de 1932-től ismét növekedett az igény, 1935-ben már évi egymillió tonna szenet termelt a medence. Továbbra is nyitottak és mélyítettek bányákat, ez főleg a háborús készülődésnek volt köszönhető. A medence lakásviszonyai jobbak, bérei általában magasabbak voltak az ország többi bányavidékeinél. A II. világháborúban a bányák több találatot is kaptak, de a bányászok hősies munkával hamar víztelenítették, és újra megnyitották őket.

## 1946–2004
A bányákat 1946. január 1-jén vették állami kezelésbe. A következő három évben (3 éves terv) a termelésnövekedés 281%-os volt, míg az országos átlag 143%. Ezekben az években az ország széntermelésének 13-14%-át Dorog adta. 1948. november 1-jén létrehozták a Dorogi Szénbányák Állami Vállalatot és hozzácsatolták a Pilisvörösvár környéki bányákat is, amelyek 1950-ig tartoztak Doroghoz. Az első ötéves terv az ország nagymértékű iparosítását irányozza elő, különös tekintettel a nehéziparra. Ennek köszönhetően a termelés elérte az évi 2 millió tonnát. Ezekben az években kezdett kialakulni a homokkitermelés következtében a Palatinus-tó, mivel a tömedékeléshez sok homokra volt szükség. 1952-ben újra szervezték az irányítást, az állami vállalat új neve: Dorogi Szénbányászati Tröszt, amelyhez ismét hozzácsatolták a pilisi bányákat. 1957-ben a Pilisi Szénbányák Vállalat ismét levált Dorogról. A dorogi szénmedence termelése 1957-1967 között érte el a csúcsát. Az éves termelés átlagban 2 millió tonna, a hatalmas vállalat alkalmazottainak száma a korszakban 12 000 fő körül mozgott, tehát több mint Dorog akkori lakossága, közel 16 000 lakás volt a bányavállalat tulajdonában. Ebben az időszakban a dorogi szén legjelentősebb felhasználója a Csepel Művek volt. 1956 és 1959 között épült ki a munkások lakhatásának megoldására a bányavállalat mintakertvárosa, Tát-Kertváros. 1963-ban ismét Doroghoz csatolták a pilisi bányákat, most már véglegesen. 1967-ben megkezdődött a széntermelés rohamos hanyatlása, 1970-ben a pilisi bányákban teljesen megszűnt a termelés. 1972-ben a termelés évi 1 millió tonna alá csökkent, 1976-ban érte el a mélypontot, valamivel több mint félmillió tonnát. 1977-től szerény növekedés következett be, amely a később az eocén program során megnyitott új bányának, Lencsehegynek is volt köszönhető, de még ez sem tudta sokáig életben tartani a bányászatot. 1988-ban megszűnt a Homokvasút. Az 1988. december 4-én bekövetkezett lencsehegyi bányarobbanás a magyarországi szénbányászat egyik utolsó nagy balesete volt. A nem engedélyezett szénomlasztást követő szénporrobbanásban 11 bányász halt meg, míg további 4 fő később az égési sérülésekben halt bele. Az 1990-es évekre a lencsehegyi maradt az egyetlen üzemelő bánya, a többit bezárták és betömedékelték. Lencsehegyen a termelés 2003. október 17-én fejeződött be, ezzel 222 év után megszűnt a szénbányászat a Dorogi-medencében, amely története során 105,941 millió tonna szénnel segítette a magyar gazdaság fejlődését. 2004-ben megkezdődtek a rekultivációs munkálatok.